# Stanley Arthur Brittain
Stanley Arthur „Stan“ Brittain (* 7. Oktober 1931 in Liverpool) ist ein ehemaliger britischer Radrennfahrer.
In der Internationalen Friedensfahrt wurde er 1955 Dritter, wobei er auf vier Etappen das Trikot des Führenden in der Einzelwertung trug. 1956 machte er die Friedensfahrt bis zur sechsten Etappe mit und 1957 gewann er zwei Etappen. 1958 wurde er Neunter der Gesamtplatzierung. 1956 nahm Brittain bei den Olympischen Sommerspielen am Straßenrennen teil und konnte mit dem Team die Silbermedaille in der Mannschaftswertung gewinnen sowie im olympischen Straßenrennen Platz 6 belegen. 1957 wurde er britischer Meister der Amateure. Dreimal fuhr e die Tour de France, 1958 wurde er 69., 1960 und 1961 schied er jeweils aus.
1958 startete er seine Profi-Karriere mit dem Team Helyett-Potin-Hutchison (Frankreich), wechselte häufig in andere Teams, kehrte jedoch später wieder zum Team Viking Cycles (Großbritannien und Nordirland) zurück. Seine Karriere schloss er in dem Team Alan Quinn (Großbritannien und Nordirland) ab.

## Palmarès
| Jahr | Erfolg | Erfolg                    | Rennen                               |
| ---- | ------ | ------------------------- | ------------------------------------ |
| 1955 | Sieger | Gesamtwertung             | Irish Sea Tour of the North (Irland) |
| 1955 | 2.     | 1. Etappe                 | Friedensfahrt                        |
| 1955 | 3.     | Gesamtwertung             | Friedensfahrt                        |
| 1956 | Sieger | Gesamtwertung             | Irish Sea Tour of the North (Irland) |
| 1956 | 6.     | Olympische Spiele, Straße | Olympische Spiele, Straße            |
| 1957 | Sieger | Gesamtwertung             | Irish Sea Tour of the North (Irland) |
| 1957 | Sieger | Gesamtwertung             | Sechs-Tage (Schweden)                |
| 1957 | Sieger | 2. Etappe                 | Friedensfahrt                        |
| 1957 | Sieger | 9. Etappe                 | Friedensfahrt                        |
| 1957 | 2.     | Gesamtwertung             | Friedensfahrt                        |
| 1958 | 2.     | 6. Etappe                 | Friedensfahrt                        |
| 1958 | 3.     | 8. Etappe Teil a          | Friedensfahrt                        |
| 1958 | 3.     | 5. Etappe Teil b          | Tour of Britain                      |
| 1958 | 2.     | 5. Etappe Teil a          | Tour of Britain                      |
| 1958 | 2.     | 8. Etappe                 | Tour of Britain                      |
| 1958 | 3.     | 10. Etappe                | Tour of Britain                      |
| 1959 | 2.     | 5. Etappe                 | Tour of Britain                      |
| 1959 | 3.     | 6. Etappe                 | Tour of Britain                      |